# Joaíma
Joaíma este un oraș în Minas Gerais (MG), Brazilia.